# 御蔵型海防艦
| 御蔵型海防艦 | 御蔵型海防艦                                                                                               |
| ------------ | --- |
| 能美         | |
| 艦級概観     | |
| 艦種         | 海防艦 |
| 艦名         | 島名 |
| 前級         | 択捉型海防艦                                                                                               |
| 次級         | 日振型海防艦                                                                                               |
| 性能諸元     | |
| 排水量       | 基準：940t                                                                                                 |
| 全長         | 78.8m |
| 水線長       | |
| 全幅         | 9.1m |
| 吃水         | 3.05m |
| 機関         | 22号10型ディーゼルエンジン2基2軸 4,200馬力                                                                 |
| 燃料         | 重油 |
| 最大速力     | 19.5ノット                                                                                                 |
| 航続距離     | 16ノットで5,000海里                                                                                        |
| 乗員         | 150名 |
| 兵装         | 45口径12センチ高角砲 連装1基・単装1基 25mm連装機銃2基 九四式爆雷投射機2基 爆雷投下軌条2基 爆雷120個 掃海具 |

御蔵型海防艦（みくらがたかいぼうかん/Imperial Japan Navy Mikura Class Escort Ship）は、日本海軍が第二次世界大戦において運用した海防艦。主に南方航路の船団護衛に用いられた。公式には、起工時は乙型海防艦に分類されたが、丙型海防艦・丁型海防艦の建造決定後は甲型に分類が変更されている。基本計画番号はE20。1943年から1944年にかけて同型艦8隻が就役している。

## 概要
択捉型海防艦をさらに改設計し、より汎用的な護衛艦としたもの。択捉型では、占守型海防艦からの名残であった暖房用の補助缶があったが、それは廃止されている。
武装は船団護衛向けに大幅な変更が行われている。択捉型と比較し、主砲は平射砲から高角砲に、爆雷搭載数も36個から120個に増やされている。爆雷投射機も2基に増やされている。爆雷数が増加した代わりに航続距離は大幅に減少し、16ノットで5,000海里である。
御蔵型は、択捉型よりも対潜・対空武装が強化されたことは評価されているが、1隻あたりの建造期間は平均9ヶ月とまだ量産性は低いものであった。
建造は艦政本部指揮のもと、遠山光一海軍技術中佐（艦政本部4部員、後の日本鋼管副社長）、魚住順治海軍少佐（艦政本部5部員、後に海上自衛隊海将、日本鋼管顧問）、日本鋼管鶴見造船所技師の石井利雄海軍中尉を中心に進められ、同型海防艦の殆どは日本鋼管鶴見造船所において建造されることになった。

## 予算・建造
1942年2月14日、マル急計画で第310号艦型（択捉型）として建造予定だった艦のうち、未起工艦で設計変更が間に合った16隻から基本計画番号E20に従って建造されることになった。当初は仮称艦名第322号艦(三宅)型として建造する予定だったが、建造予定を繰り上げて仮称艦名第320号艦(御蔵)型に改められた。うち1943年7月5日の海防艦改乙型（日振型、鵜来型）の設計完了により8隻が海防艦改乙型として建造されることになる。

## 同型艦
- 御蔵（みくら）- 仮称第320号艦。艦名は東京都の伊豆諸島の一島、御蔵島にちなむ。1943年10月31日、日本鋼管鶴見造船所で竣工。1945年3月28日、大隅海峡東方で消息不明、亡失と認定された。宮崎県都井岬沖でアメリカ潜水艦「スレッドフィン」の雷撃を受け沈没。
- 三宅（みやけ）- 仮称第322号艦。艦名は東京都の伊豆諸島の一島、三宅島にちなむ。1943年11月30日、日本鋼管鶴見造船所で竣工。戦後特別輸送艦。1948年7月2日、佐世保船舶工業で解体された。
- 淡路（あわじ/あはじ）- 仮称第324号艦。艦名は兵庫県の淡路島にちなむ。1944年1月25日、日立造船桜島造船所で竣工。1944年6月2日、台湾南東方においてアメリカ潜水艦「ギターロ」の雷撃により沈没。
- 能美（のうみ）- 仮称第326号艦。艦名は広島県の能美島にちなむ。1944年2月28日、日立造船桜島造船所で竣工。1945年4月14日、済州島北方においてアメリカ潜水艦「ティランテ」の雷撃により沈没。
- 倉橋（くらはし）- 仮称第327号艦。艦名は広島県の倉橋島にちなむ。1944年2月19日、日本鋼管鶴見造船所で竣工。1947年、イギリスに賠償艦として引渡し、名古屋造船所において解体された。
- 屋代（やしろ）- 仮称第331号艦。艦名は山口県の屋代島（現在は周防大島とも称す）にちなむ。1944年5月10日、日立造船桜島造船所で竣工。舞鶴にて終戦。1947年、賠償艦として中華民国に引渡し。正安(Cheng-An)と改名。1963年、除籍解体。
- 千振（ちぶり）- 仮称第329号艦。艦名は香川県の千振島にちなむ。1944年4月3日、日本鋼管鶴見造船所で竣工。1945年1月12日、南シナ海においてアメリカ艦載機の攻撃により沈没した。
- 草垣（くさがき）- 仮称第334号艦。艦名は鹿児島県の草垣群島にちなむ。1944年5月31日、日本鋼管鶴見造船所で竣工。1944年8月7日、フィリピン西方において、アメリカ潜水艦「ギターロ」の雷撃により沈没。